# Халинув
Халинув (пол. Halinów)  —  город  в Польше, входит в Мазовецкое воеводство,  Миньский повят.  Имеет статус городско-сельской гмины. Занимает площадь 2,84 км². Население 3160 человек (на 2006 год).

## История

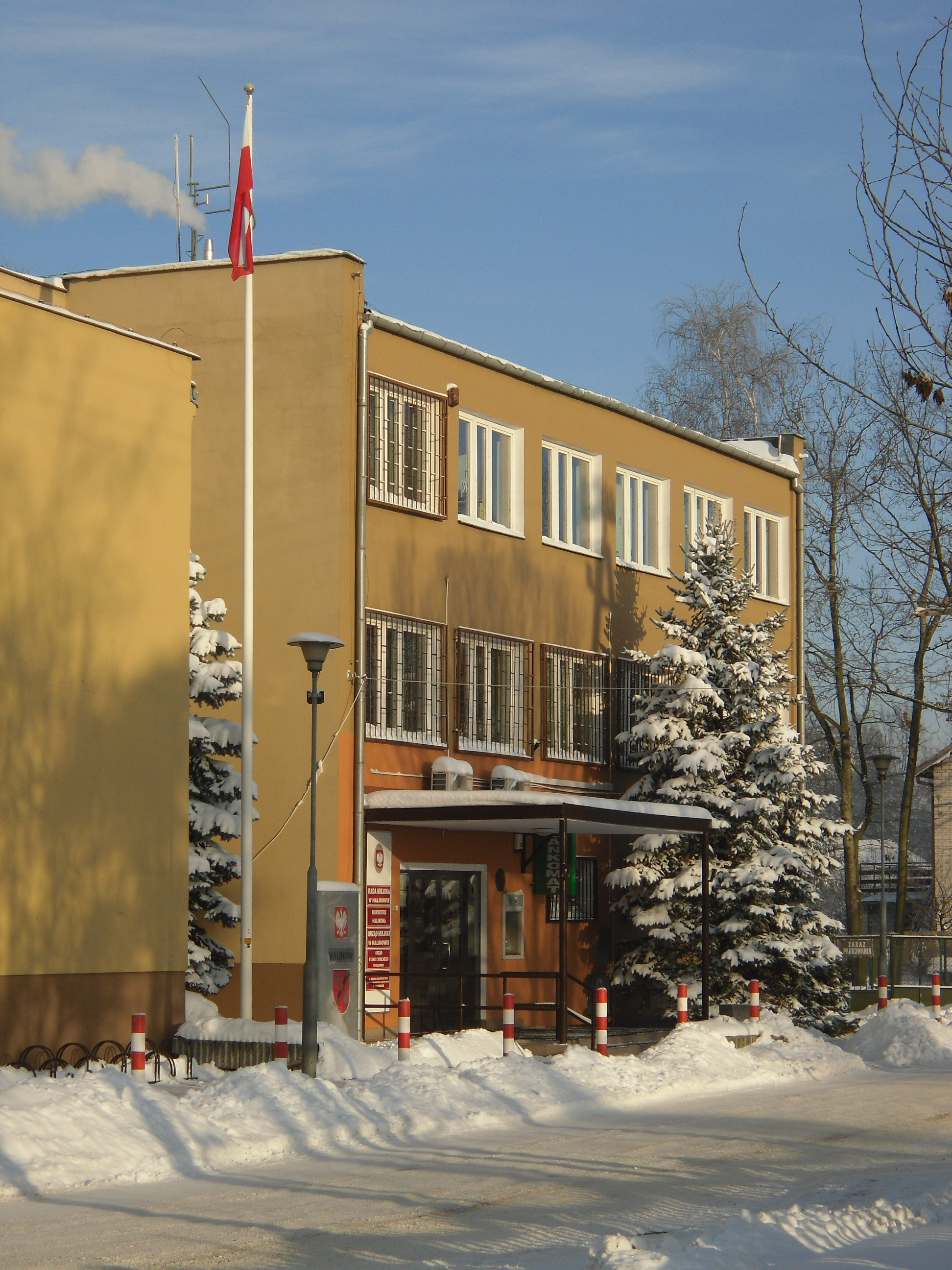
Халинув

Статус города получил 1 января 2001 года.

## Достопримечательности
Дворец в швейцарском стиле, окружённый парком. На рубеже XIX и XX веков были построены деревянные летние домики.